# Adam Johansson

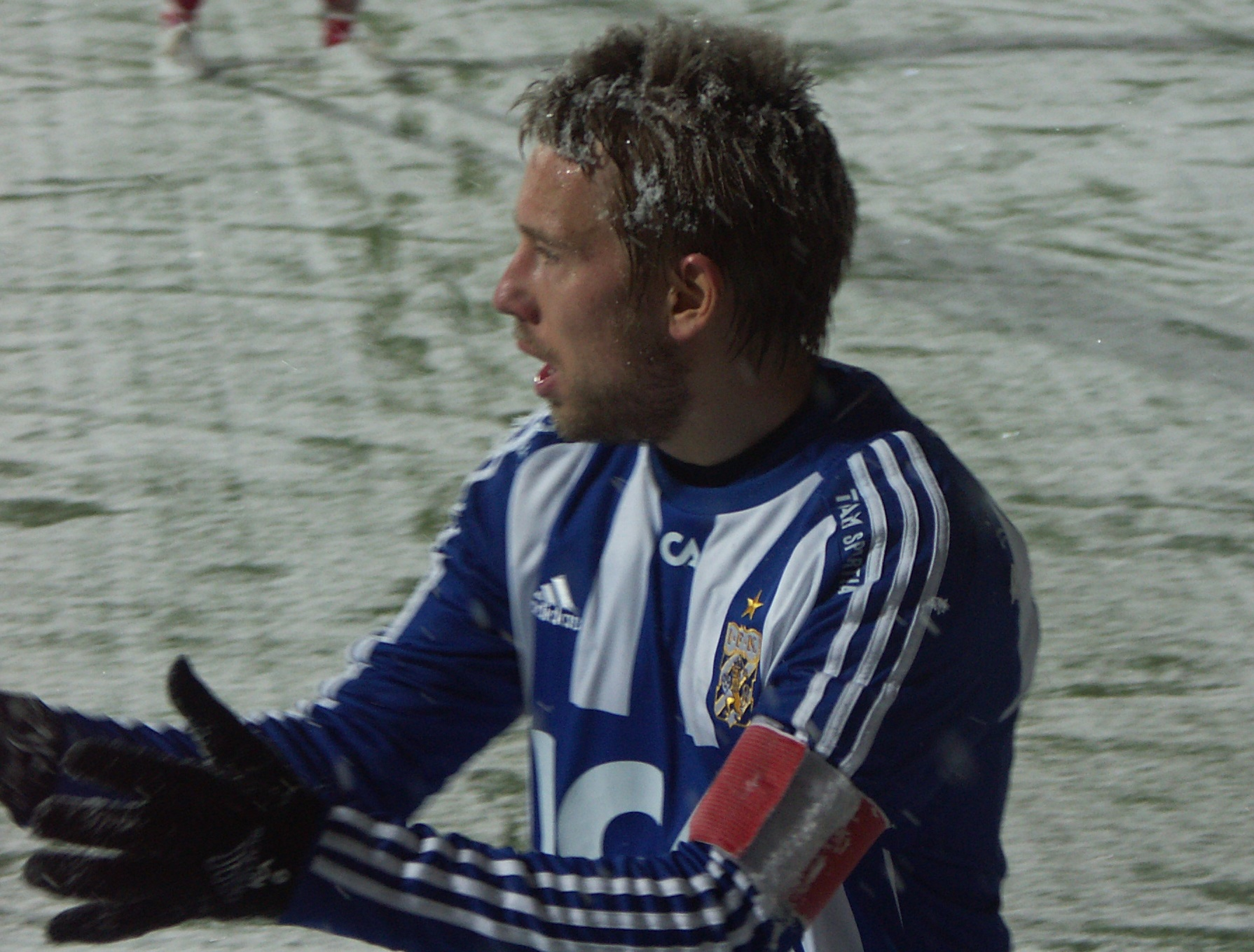
Adam Johanson

Adam Johansson (n. 21 februarie 1983, Jönköping) este un fundaș suedez de fotbal. Din anul 1995 evoluează la clubul IFK Göteborg.